# Fadej Fjodorovič Štejngel
Grof Fadej Fjodorovič Štejngel (rusko Фадде́й Фёдорович Ште́йнгель; nemško Fabian Gotthard von Steinheil), ruski general baltsko-nemškega rodu, * 1762, † 1831.
Bil je eden izmed pomembnejših generalov, ki so se borili med Napoleonovo invazijo na Rusijo; posledično je bil njegov portret dodan v Vojaško galerijo Zimskega dvorca.
Med letoma 1810 in 1824 je bil generalni guverner Finske.

## Življenje
8. oktobra 1776 je vstopil v generalštab in 29. septembra naslednje leto je bil imenovan za adjutanta Vologodskega pehotnega polka. 27. novembra 1782 je bil povišan v zastavnika ter premeščen na Poljsko. Leta 1788 je sodeloval v bojih proti Švedom.
20. novembra 1789 je prejel čin podpolkovnika. Leta 1792 se je bojeval proti Švedom na Finskem. 5. oktobra 1797 je bil povišan v polkovnika in 20. avgusta 1798 v generalmajorja.
Med letoma 1806–07 je bil generalni oskrbovalni častnik v armadi generalfeldmaršala Kamienskega v Prusiji. Med letoma 1805–06 ter 1809–10 je bil vodja geodetskih ekspedicij v več provincah. Leta 1807 je sodeloval v bojih proti Francozom. 
30. avgusta 1807 je bil povišan v generalporočnika. V letih 1808–09 je sodeloval v bojih proti Švedom. 7. februarja 1810 je bil imenovan za generalnega guvernerja Finske. 
6. septembra 1812 je bil povišan v grofa. 1. januarja 1819 je bil povišan v generala pehote.
30. avgusta 1823 je bil na lastno prošnjo razrešen guvernerskega položaja zaradi upokojitve.